# Caloptilia fraxinella
Caloptilia fraxinella is een vlinder uit de familie van de mineermotten (Gracillariidae). De wetenschappelijke naam van de soort werd in 1915 als Gracilaria fraxinella gepubliceerd door Charles Russell Ely.